# Onthophagus vulpinus
Onthophagus vulpinus là một loài bọ cánh cứng trong họ Bọ hung (Scarabaeidae).